# Guglielmo VI d'Assia-Kassel
Guglielmo VI d'Assia-Kassel, conosciuto anche col soprannome di Guglielmo il Giusto (Kassel, 23 maggio 1629 – Haina, 16 luglio 1663), fu Langravio d'Assia-Kassel dal 1637 al 1663.

## Biografia
Guglielmo VI Figlio di Guglielmo V d'Assia-Kassel (al quale succedette) e di sua moglie, la Contessa Amalia Elisabetta di Hanau-Münzenberg. Sua madre gli fu tutrice dalla morte del padre sin quando Guglielmo VI non raggiunse la maggiore età per governare. Malgrado la sconfitta dell'Assia-Kassel nel corso della Guerra dei Trent'anni, la madre di Guglielmo si rifiutò di accettare gli accordi stabiliti nel 1627. Questi stabilivano che l'erede dell'Assia-Marburg, che era senza eredi, sarebbe stato ereditato dal Langraviato d'Assia-Darmstadt, ma Amalia Elisabetta aveva in mente altri progetti e guidò l'Assia-Kessel nel 1645 nella cosiddetta "Hessenkrieg" (Guerra d'Assia), governando come Langravia in vece del figlio. La guerra ebbe inizio quando le truppe dell'Assia-Kassel assediarono la città di Marburg. Tre anni più tardi, nel 1648, la guerra terminò con la vittoria per l'Assia-Kassel, anche se i cittadini di Darmstadt ottennero molti benefici da questo scontro. I territori di Marburg passarono quindi ai langravi d'Assia-Kassel dopo che fu sciolto l'accordo precedente e ne venne stabilito uno nuovo. Guglielmo VI ebbe successo in quest'impresa, dove i suoi antenati avevano fallito più volte da quando il progetto era stato avanzato per la prima volta nel 1604, ponendo fine al Langraviato d'Assia-Marburg, e annettendone i territori ai propri domini.
Dopo questi fatti Guglielmo si concentrò essenzialmente sulla promozione culturale nel proprio stato, fondando nuove università e strutture scolastiche. Per mettere fine alla lunga diatriba con i langravi d'Assia-Darmstadt, Guglielmo lasciò a Giorgio II d'Assia-Darmstadt i territori attorno a Gießen, assieme a quelli di Ämtern e Biedenkopf.
Successivamente Guglielmo aderì alla Lega del Reno, alla sua fondazione nel 1658. Egli cercò anche di realizzare un'unione tra le chiese luterana e riformata. Nel 1661 ospitò infatti una conferenza teologica a Kassel tra i luterani dell'Università di Rinteln e i riformati dell'Università di Marburgo.

## Matrimonio
Sposò, nel 1649, Edvige Sofia di Brandeburgo (1623–1683), figlia di Giorgio Guglielmo di Brandeburgo e di Elisabetta Carlotta di Wittelsbach-Simmern. La coppia ebbe sette figli:
- Carlotta Amalia (1650-1714), sposò Cristiano V di Danimarca;
- Guglielmo VII (1651-1670);
- Luisa (11 settembre 1652-23 ottobre 1652);
- Carlo I (3 agosto 1654-23 marzo 1730);
- Filippo (14 dicembre 1655-18 giugno 1721), Langravio d'Assia-Philippsthal, sposò la contessa Caterina Amalia di Solms-Laubach;
- Giorgio (1658-1675);
- Elisabetta Enrichetta (8 novembre 1661-27 giugno 1683), sposò Federico I in Prussia.

## Morte
Alla sua morte, gli succedette il figlio Guglielmo VII, ma dal momento che questi non aveva ancora raggiunto l'età adulta, sua moglie ne fu tutrice sino alla prematura morte del primogenito, nel 1670.

## Ascendenza
|                                           |                                           |                                      | Genitori                                |  |  | Nonni |  |  | Bisnonni                       |  |  | Trisnonni                |  |
|                                           |                                           |                                      |                                         |  |  |       |  |  | 8. Wilhelm V von Hessen-Kassel |  |  | 16. Philipp I von Hessen |  |
|                                           |                                           |                                      |                                         |  |  |       |  |  | 8. Wilhelm V von Hessen-Kassel |  |  | 16. Philipp I von Hessen |  |
|                                           |                                           | 17. Christina von Sachsen            |                                         |  |  |       |  |  | 8. Wilhelm V von Hessen-Kassel |  |  |                          |  |
| 4. Moritz von Hessen-Kassel               |                                           |                                      |                                         |  |  |       |  |  | 8. Wilhelm V von Hessen-Kassel |  |  |                          |  |
|                                           |                                           | 9. Sabine von Württemberg            | 18. Christoph von Württemberg           |  |  |       |  |  |                                |  |  |                          |  |
|                                           |                                           | 9. Sabine von Württemberg            | 18. Christoph von Württemberg           |  |  |       |  |  |                                |  |  |                          |  |
|                                           |                                           | 9. Sabine von Württemberg            | 19. Anna Maria von Brandenburg-Ansbach  |  |  |       |  |  |                                |  |  |                          |  |
| 2. Wilhelm V von Hessen-Kassel            |                                           | 9. Sabine von Württemberg            |                                         |  |  |       |  |  |                                |  |  |                          |  |
|                                           |                                           | 10. Johann Georg zu Solms-Laubach    | 20. Friedrich Magnus I zu Solms-Laubach |  |  |       |  |  |                                |  |  |                          |  |
|                                           |                                           | 10. Johann Georg zu Solms-Laubach    | 20. Friedrich Magnus I zu Solms-Laubach |  |  |       |  |  |                                |  |  |                          |  |
|                                           |                                           | 10. Johann Georg zu Solms-Laubach    | 21. Agnes zu Wied                       |  |  |       |  |  |                                |  |  |                          |  |
| 5. Agnes zu Solms-Laubach                 |                                           | 10. Johann Georg zu Solms-Laubach    |                                         |  |  |       |  |  |                                |  |  |                          |  |
|                                           |                                           | 11. Margarete von Schönburg-Glauchau | 22. Georg I von Schönburg-Glauchau      |  |  |       |  |  |                                |  |  |                          |  |
|                                           |                                           | 11. Margarete von Schönburg-Glauchau | 22. Georg I von Schönburg-Glauchau      |  |  |       |  |  |                                |  |  |                          |  |
|                                           |                                           | 11. Margarete von Schönburg-Glauchau | 23. Dorothea Reuss zu Greiz             |  |  |       |  |  |                                |  |  |                          |  |
| 1. Wilhelm VI von Hessen-Kassel           |                                           | 11. Margarete von Schönburg-Glauchau |                                         |  |  |       |  |  |                                |  |  |                          |  |
|                                           | 12. Philipp Ludwig I von Hanau-Münzenberg | 24. Philipp III von Hanau-Münzenberg |                                         |  |  |       |  |  |                                |  |  |                          |  |
|                                           | 12. Philipp Ludwig I von Hanau-Münzenberg | 24. Philipp III von Hanau-Münzenberg |                                         |  |  |       |  |  |                                |  |  |                          |  |
|                                           | 12. Philipp Ludwig I von Hanau-Münzenberg | 25. Helena von Pfalz-Simmern         |                                         |  |  |       |  |  |                                |  |  |                          |  |
| 6. Philipp Ludwig II von Hanau-Münzenberg | 12. Philipp Ludwig I von Hanau-Münzenberg |                                      |                                         |  |  |       |  |  |                                |  |  |                          |  |
|                                           |                                           | 13. Magdalene von Waldeck            | 26. Philipp IV von Waldeck              |  |  |       |  |  |                                |  |  |                          |  |
|                                           |                                           | 13. Magdalene von Waldeck            | 26. Philipp IV von Waldeck              |  |  |       |  |  |                                |  |  |                          |  |
|                                           |                                           | 13. Magdalene von Waldeck            | 27. Jutta von Isenburg-Grenzau          |  |  |       |  |  |                                |  |  |                          |  |
| 3. Amalie Elisabeth von Hanau-Münzenberg  |                                           | 13. Magdalene von Waldeck            |                                         |  |  |       |  |  |                                |  |  |                          |  |
|                                           |                                           | 14. Willem I van Oranje              | 28. Willem I van Nassau-Dillenburg      |  |  |       |  |  |                                |  |  |                          |  |
|                                           |                                           | 14. Willem I van Oranje              | 28. Willem I van Nassau-Dillenburg      |  |  |       |  |  |                                |  |  |                          |  |
|                                           |                                           | 14. Willem I van Oranje              | 29. Juliana zu Stolberg                 |  |  |       |  |  |                                |  |  |                          |  |
| 7. Catharina Belgica van Oranje-Nassau    |                                           | 14. Willem I van Oranje              |                                         |  |  |       |  |  |                                |  |  |                          |  |
|                                           |                                           | 15. Charlotte de Bourbon-Montpensier | 30. Louis III de Montpensier            |  |  |       |  |  |                                |  |  |                          |  |
|                                           |                                           | 15. Charlotte de Bourbon-Montpensier | 30. Louis III de Montpensier            |  |  |       |  |  |                                |  |  |                          |  |
|                                           |                                           | 15. Charlotte de Bourbon-Montpensier | 31. Jacqueline de Longwy                |  |  |       |  |  |                                |  |  |                          |  |
|                                           |                                           | 15. Charlotte de Bourbon-Montpensier |                                         |  |  |       |  |  |                                |  |  |                          |  |